# Hemithyrsocera interrupta
Hemithyrsocera interrupta är en kackerlacksart som först beskrevs av Hanitsch 1933.  Hemithyrsocera interrupta ingår i släktet Hemithyrsocera och familjen småkackerlackor. Inga underarter finns listade i Catalogue of Life.